# Las Fuentes, Francisco I. Madero
Las Fuentes är en ort i Mexiko.   Den ligger i kommunen Francisco I. Madero och delstaten Hidalgo, i den sydöstra delen av landet, 90 km norr om huvudstaden Mexico City. Las Fuentes ligger 2 041 meter över havet och antalet invånare är 102.
Terrängen runt Las Fuentes är huvudsakligen kuperad, men åt nordost är den platt. Terrängen runt Las Fuentes sluttar norrut. Runt Las Fuentes är det ganska glesbefolkat, med 34 invånare per kvadratkilometer. Närmaste större samhälle är San Salvador, 8,2 km norr om Las Fuentes. Omgivningarna runt Las Fuentes är i huvudsak ett öppet busklandskap.